# Pleurothallis lunaris
Pleurothallis lunaris är en orkidéart som beskrevs av Carlyle August Luer och Rodrigo Escobar. Pleurothallis lunaris ingår i släktet Pleurothallis och familjen orkidéer. Inga underarter finns listade i Catalogue of Life.